# Hardaswallow
Hardaswallow è il primo album in studio del gruppo musicale italiano Radical Stuff, pubblicato il 18 ottobre 1994 dalla UjaMM'n.

## Tracce
Testi di Sean, Kaos e Dre Love.

### CD
1. Intro – 3:12
2. Summer Fever – 4:29
3. Don't Test – 4:55
4. Interlude – 0:57
5. Stop Frontin' – 3:23
6. Ontha Run – 4:30
7. Interlude – 0:52
8. Same All Jazz – 4:28
9. Biznazz – 5:18
10. Interlude – 0:58
11. I Don't Give a Fuck – 4:49
12. Breakin Frontears – 3:16
13. Steppin in tha Mud – 4:09
14. Alimoney – 3:21
15. Hip Hop Ganxta – 4:22
16. Interlude – 0:39
17. Style – 4:15
18. On tha Square – 4:12
19. Bonus Track – 4:23
20. Interlude – 0:35
21. On tha Jazz Trip – 7:14

### MC, LP
Lato A
1. Intro – 3:15
2. Summer Fever – 4:14
3. Don't Test – 5:21
4. Interlude – 0:57
5. Stop Frontin' – 3:24
6. Ontha Run – 4:24
7. Interlude – 0:52
8. Same All Jazz – 4:01
9. Biznazz – 5:05
10. I Guess U Know – 2:58

Lato B
1. Interlude – 0:58
2. I Don't Give a Fuck – 4:43
3. Breakin Frontears – 3:13
4. Steppin in tha Mud – 4:33
5. Alimoney – 2:57
6. Hip Hop Ganxta – 4:24
7. Interlude – 0:39
8. Style – 4:13
9. On tha Square – 4:13
10. Bonus Track – 4:23